# Landkreis Anhalt-Bitterfeld
Landkreis Anhalt-Bitterfeld is een Landkreis in de Duitse deelstaat Saksen-Anhalt. Het is tijdens de tweede herindeling van Saksen-Anhalt op 1 juli 2007 ontstaan uit de voormalige Landkreisen Bitterfeld, Köthen en delen van Anhalt-Zerbst (De stad Zerbst/Anhalt en 21 gemeenten uit de Verwaltungsgemeinschaft Elbe-Ehle-Nuthe). De Landkreis telt 157.217 inwoners (31 december 2020) op een oppervlakte van 1.453,52 km². De hoofdplaats is Köthen (Anhalt).

## Steden en gemeenten
Anhalt-Bitterfeld is bestuurlijk in de volgende steden en gemeenten onderverdeeld (inwoneraantal op 31-12-2020):
| Eenheidsgemeenten 1. Aken (Elbe), stad (7.417) 2. Bitterfeld-Wolfen, stad (37.568) 3. Köthen (Anhalt), stad (25.244) 4. Muldestausee (11.607) 5. Osternienburger Land (8.442) 6. Raguhn-Jeßnitz, stad (8.931) 7. Sandersdorf-Brehna, stad (14.364) 8. Südliches Anhalt, stad (13.227) 9. Zerbst/Anhalt, stad (21.294) 10. Zörbig, stad (9.123) |

Aken ·
Bitterfeld-Wolfen ·
Köthen ·
Muldestausee ·
Osternienburger Land ·
Raguhn-Jeßnitz ·
Sandersdorf-Brehna ·
Südliches Anhalt ·
Zerbst/Anhalt ·
Zörbig